# Вулиця Ігоря Сікорського (Сонячне)

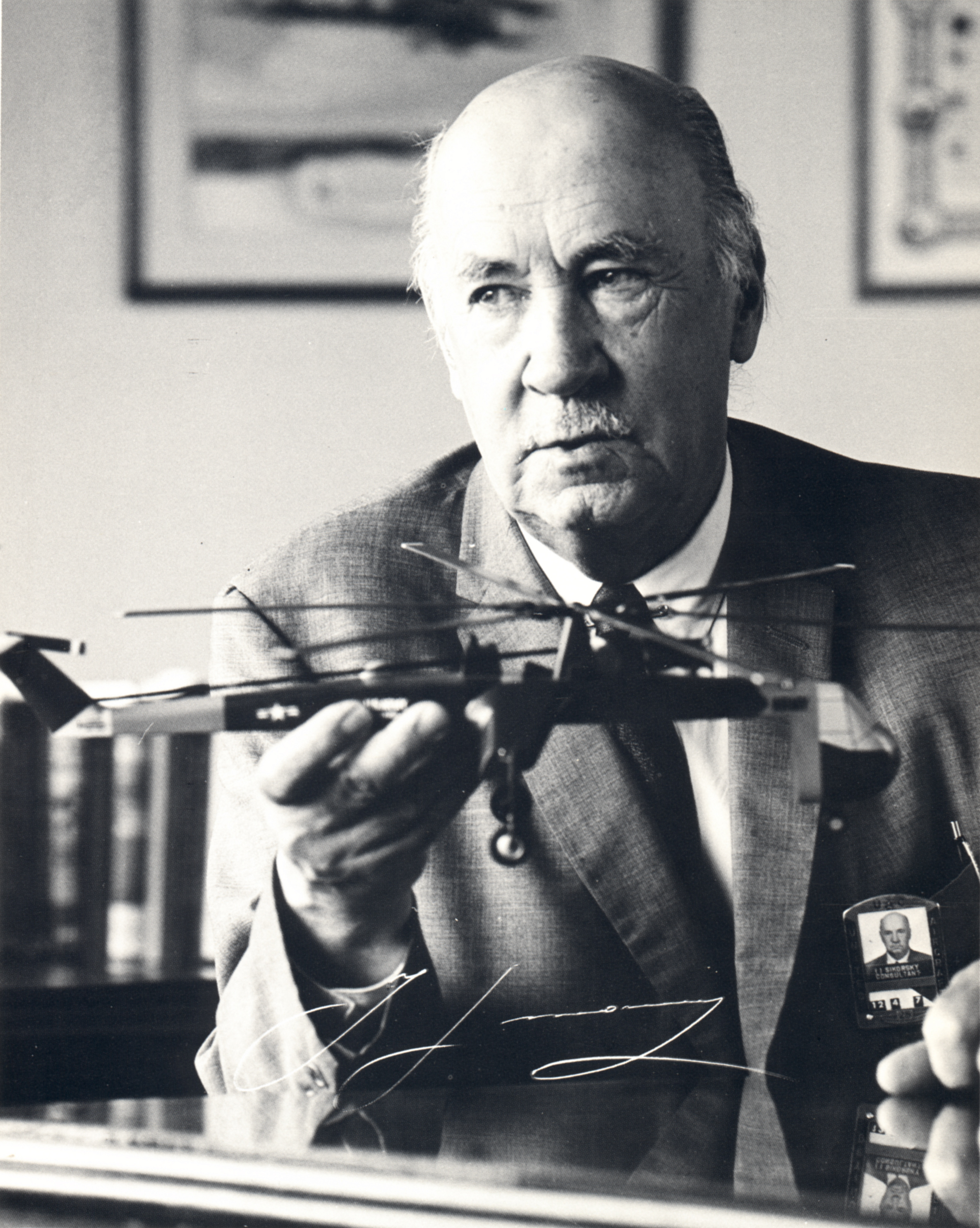
Видатний авіаконструктор Ігор Сікорський

Вулиця Ігоря Сікорського — вулиця села Сонячне, названа на честь видатного авіаконструктора українського походження Ігоря Сікорського.

## Розташування
Вулиця починається від односторонього перетину вулиці Андріївської та Гетьмана Виговського і прямує на північний захід через село Сонячне. Закінчується перетином з автошляхом М06 (автомобільний шлях міжнародного значення на території України, Київ — Чоп (державний кордон з Угорщиною).
) біля садиби Соняшник.
Довжина вулиці — 2900 метрів.

## Історія
Попередні назви вулиці: вулиця Чкалова.

## Транспорт
- Автобус № 110